# Pawieł Masłow
Pawieł Jewgienjewicz Masłow (ros. Павел Евгеньевич Маслов; ur. 14 kwietnia 2000 w Tiumeni) – rosyjski piłkarz grający na pozycji środkowego obrońcy. Od 2018 jest zawodnikiem klubu Spartak Moskwa.

## Kariera klubowa
Swoją karierę piłkarską Masłow rozpoczynał w juniorach takich klubów jak: FK Tiumeń (do 2011) i CSKA Moskwa (2011-2015). W 2016 roku wrócił do FK Tiumeń i 16 marca 2016 zadebiutował w jego barwach w Pierwyj diwizion w wygranym 3:1 domowym meczu z Bajkałem Irkuck. W FK Tiumeń występował do końca sezonu 2017/2018.
13 czerwca 2018 Masłow został zawodnikiem Spartaka Moskwa. W sezonie 2018/2019 grał głównie w rezerwach Spartaka w Pierwyj diwizion, w których zadebiutował 17 lipca 2018 w wygranym 1:0 wyjazdowym meczu z PFK Soczi, jednak 26 września 2018 zaliczył debiut w pierwszym zespole Spartaka w wygranym 1:0 wyjazdowym meczu Pucharu Rosji z Czernomorcem Noworosyjsk. 14 marca 2019 zaliczył debiut w pierwszym zespole w Priemjer-Lidze w zwycięskim 3:1 wyjazdowym spotkaniu z FK Orenburg. W sezonie 2020/2021 wywalczył ze Spartakiem wicemistrzostwo Rosji.
| Sezon   | Klub             | Kraj  | Rozgrywki        | Mecze | Gole |
| ------- | ---------------- | ----- | ---------------- | ----- | ---- |
| 2015/16 | FK Tiumeń        | Rosja | Pierwyj diwizion | 7     | 0    |
| 2016/17 | FK Tiumeń        | Rosja | Pierwyj diwizion | 16    | 0    |
| 2017/18 | FK Tiumeń        | Rosja | Pierwyj diwizion | 29    | 0    |
| 2018/19 | Spartak Moskwa   | Rosja | Priemjer-Liga    | 0     | 0    |
| 2018/19 | Spartak-2 Moskwa | Rosja | Pierwyj diwizion | 28    | 1    |
| 2019/20 | Spartak Moskwa   | Rosja | Priemjer-Liga    | 9     | 0    |
| 2019/20 | Spartak-2 Moskwa | Rosja | Pierwyj diwizion | 21    | 1    |
| 2020/21 | Spartak Moskwa   | Rosja | Priemjer-Liga    | 25    | 0    |

## Kariera reprezentacyjna
Masłow ma za sobą występy w reprezentacji Rosji U-18, U-19, U-20 i U-21. Był w kadrze U-21 w 2021 roku na Mistrzostwach Europy U-21.